# Remigio Cesti
Remigio Cesti (* um 1630 in Arezzo (unsicher); † nach 1710) war ein italienischer Organist und Komponist. Er war der Neffe des deutlich bekannteren Musikers Antonio Cesti (als Pietro Cesti getauft).

## Leben und Werk
Remigio Cesti war als Organist am Dom zu Pisa der Komponist der Oper Il principe generos, die 1653 in Innsbruck auf dem Theater im Ballhaus und 1665 in Wien aufgeführt wurde. Die Urheberschaft der Serenata drammatica (Florenz 1662) zugunsten Remigio Cestis ist nicht genau geklärt. Manche Musikwissenschaftler halten Antonio Cesti für den wahrscheinlicheren Urheber dieses Werkes. Von Remigio Cestis weiteren Kompositionen ist nur die Motette Beatus vir in den Tarditis Sacri concentus von 1655 erhalten. Lorenzo Tozzi bekräftigt im Dizionario Biografico degli Italiani die Verwandtschaft von Antonio und Remigio Cesti gegen Wilibald Gurlitt im Riemann Musiklexikon von 1959 explizit.
Remigio Cesti blieb sowohl zu Lebzeiten als auch nach seinem Tod im Schatten des berühmteren Antonio Cesti. Noch heute besteht das ungelöste Problem der Zuschreibungsschwierigkeiten der Werke zwischen Onkel und Neffe.